# Peruprion affine
Peruprion affine är en mångfotingart som beskrevs av Kraus 1956. Peruprion affine ingår i släktet Peruprion och familjen Chelodesmidae. Inga underarter finns listade i Catalogue of Life.